# Palazzo Fieschi (Crocefieschi)
Il palazzo Fieschi è un edificio civile situato tra piazza IV Novembre e via Giuseppe Mazzini a Crocefieschi, nella città metropolitana di Genova.

## Storia e descrizione
La costruzione dei due palazzi lungo la mulattiera per l'allora frazione di Vobbia, oggi comune autonomo, fu voluta dai signori feudali Fieschi tra il XVI e XVII secolo. Originariamente furono costruiti tre palazzi identici, affacciati sull'attuale piazza del municipio, ma verso la fine del XVIII secolo un incendio distrusse uno di essi, adibito ad abitazione.
I due edifici rimanenti furono convertiti il primo nella sede del commissario e il secondo nell'abitazione del podestà che qui vi amministrava l'attività giudiziaria. Oggi uno di essi è la sede municipale, l'altro, suddiviso in appartamenti, residenza privata.